# Спињо Сатурнија Инфериоре (Латина)
Спињо Сатурнија Инфериоре је насеље у Италији у округу Латина, региону Лацио.
Према процени из 2011. у насељу је живело 954 становника. Насеље се налази на надморској висини од 53 м.